# Émile Poilleux
Pour les articles homonymes, voir Poilleux.
Émile Poilleux (1866-1924) était un violoniste, professeur de violon et écrivain français.

## Biographie
Émile Poilleux est né à Paris le 28 juillet 1866,. Après des études au Conservatoire de musique et de déclamation à Paris, Émile Poilleux rejoint l'Orchestre symphonique et lyrique de Nancy puis celui de Strasbourg.
Il a publié plusieurs ouvrages sur le violon et la musique.
Il était également l'auteur de nombreuses partitions (voir bibliographie).
Émile Poilleux fut professeur de violon à l’École Galin-Paris-Chevé. Il est mort à Paris (17e arrondissement) le 27 octobre 1924.

## Compositions
- Vingt études chantantes et caractéristiques pour violon par Émile Poilleux (BNF 39600217).
- Méthode de violon élémentaire et progressive en notation chiffrée[7], par Émile Poilleux et École Galin-Paris-Chevé (BNF 41674534).

## Discographie
En 2024, l'altiste italien Marco Misciagna a sorti la première enregistrement mondial de Poilleux 20 Études chantantes et caractéristiques pour violon, transcrits par lui-même pour alto.

## Sources
- Journal général de l'imprimerie et de la librairie: Numéro 86,Parties 1 à 2 page 826[5].
- Bulletin mensuel des récentes publications françaises par Bibliothèque Nationale 1892 page 33[9].
- The Strad, Volume 19 page 253[10].
- 6 solos faciles, op. 41, pour violon et piano:1er solo en ré majeur, Numéro 1 par Hubert Léonard, Guy Comentale.